# Heliògraf (telecomunicacions)
|  | No s'ha de confondre amb heliòmetre o Heliotrop (instrument). |

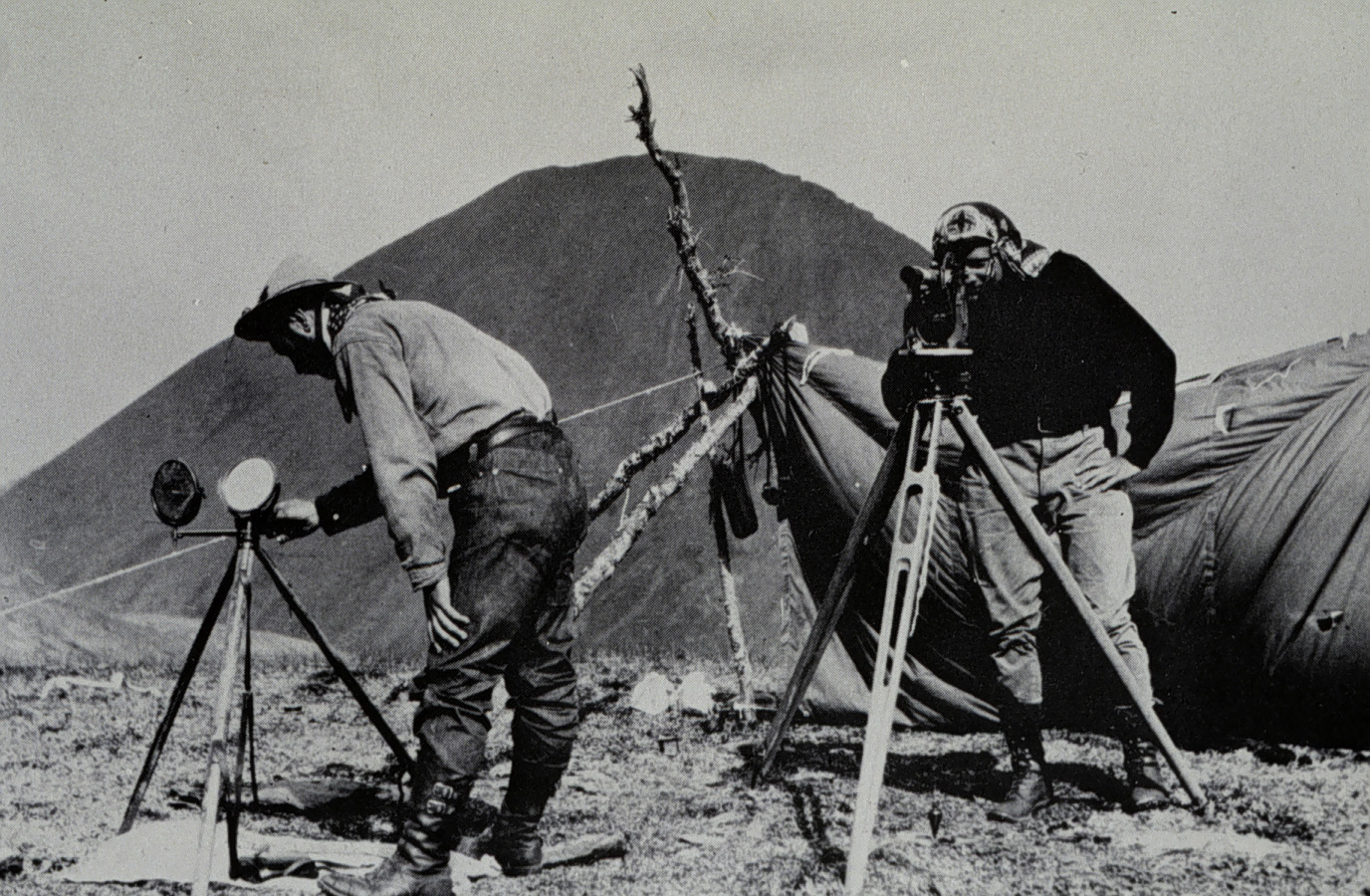
Heliògrafs

Un heliògraf és un aparell emprat per fer senyals telegràfics mitjançant la reflexió dels raigs del sol en un mirall movible o bé mitjançant la interposició d'una mena de persiana, l'obertura o tancament de la qual fa que els raigs del sol arribin i es reflecteixin en el mirall o no. Hauria sigut una de les primeres eines de telecomunicació. A la batalla de Marató (490 aC), un hoplita grec hauria fet servir el seu escut o un mirall per a donar senyals, però tot i Heròdot no va ben bé poder explicar com hauria funcionava, aquest heliògraf primitiu probablement no és més que una llegenda. L'emperador romà Tiberi se n'hauria servit per a enviar ordres des del seu palau a l'illa de Caprí cap al continent. Però de fet els únics senyals a distància dels antics que han quedat documentats van ser focs i balises de fum, però sense miralls.
El 1821, Carl Friedrich Gauss (1777-1855) va utilitzar un predecessor de l'heliògraf, l'heliòtrop pels seus treballs geodèsics, per a enviar un marcador cap a una estació geodèsica a distància. Els enginyers militars britànics van descobrir que podia també ser utilitzat per a enviar senyals més complexos emprant el codi Morse. El 1869, l'enginyer Henry Christopher Mance hi va afegir un mirall mòbil i un polsador telegràfic. El 1886, el general americà Nelson Miles va fer servir una xarxa de 27 estacions heliogràfiques a una distància de 40 a 50 km una de l'altra durant la guerra contra els indis d'Arizona. Era capaç de transferir unes setze paraules per minut emprant el codi Morse.
Modernament, amb l'arribada de les comunicacions per ràdio, aquest tipus de comunicació va caure en desús, tot i que s'ha seguit utilitzant, per la seva simplicitat, fins a temps relativament recents, per exemple entre vaixell en alta mar . Un inconvenient greu d'aquest mitjà de comunicació en campanyes militar n'és el fet que delata la presència de qui fa els senyals, en canvia els mateixos senyals són difícils per interceptar. Pels avenços tecnològics en els mitjans de comunicació i de transmissió d'informació han fet que aquesta eina quedés completament obsoleta.